# Jean-Luc Garnier
Pour les articles homonymes, voir Garnier.
Jean-Luc Garnier (né le 22 mai 1961 à Alès dans le Gard,) est un coureur cycliste français, professionnel en 1984.

## Biographie
En 1983, Jean-Luc Garnier se distingue en remportant le prologue du Ruban granitier breton. La même année, il est sélectionné en équipe de France amateurs, notamment pour le Tour de l'Avenir. Il passe ensuite professionnel en 1984 dans l'équipe Coop-Hoonved avec laquelle il participe au Tour de France (abandon lors de l'étape de l'Alpe d'Huez). Victime de l'arrêt de son équipe, il ne retrouve pas de contrat professionnel et redescend en 1985 chez les amateurs, où il continue de courir pendant plusieurs saisons. 
Après sa carrière cycliste, il est devenu éducateur sportif dans la commune de Marignane. Il officie également en tant que chauffeur durant l'été sur le  Tour de France. 

## Palmarès
- Amateur
  - 1980-1983 : 31 victoires[4]
- 1981
  - Championnat du Languedoc-Roussillon[4]
  - Une étape du Tour du Gévaudan (contre-la-montre)
- 1982
  - 2e du Grand Prix d'Espéraza
  - 3e des Boucles du Tarn
- 1983
  - Prologue du Ruban granitier breton
  - 2e de Paris-Ézy
  - 2e du Tour de Franche-Comté
- 1985
  - Tour de Provence[4]
  - 3e des Boucles catalanes
- 1987
  - 3e du Grand Prix de Cannes amateurs
- 1988
  - Grand Prix Souvenir Jean-Masse
  - 3e du Grand Prix de Cannes amateurs
- 1989
  - Championnat de Provence sur route
  - Trophée des Châteaux aux Milandes

## Résultats sur les grands tours

### Tour de France
1 participation
- 1984 : hors délais (17e étape)